# Claire-Émilie Mac Donell
Marie-Claire-Émilie Mac Donell, marquesa de Las Marismas del Guadalquivir y vizcondesa de Aguado (24 de octubre de 1817-23 de abril de 1905), fue una cortesana francesa. Sirvió como dama del palacio de la emperatriz Eugenia de Montijo.

## Biografía
Nacida en Argel, fue la hija mayor de Hugh Mac Donell, cónsul general de Gran Bretaña en la ciudad, y su segunda esposa, Ida Louise Ulrich, hija del almirante Ulrich, cónsul general de Dinamarca. Contrajo matrimonio el 17 de marzo de 1841 con Alexandre Aguado (6 de agosto de 1813-16 de agosto de 1861), primogénito de la poderosa familia Aguado, con quien tuvo cuatro hijos, de los cuales el primero murió en la infancia. Después de que su esposo perdiese la razón, Claire-Émilie se dedicó a cuidar de él hasta su prematura muerte en París en 1861, donde la marquesa servía como la quinta dama de palacio de la emperatriz Eugenia de Montijo.
En 1863, mediante una dispensa especial, Claire-Émilie contrajo matrimonio con el hermano menor de su difunto esposo, Onésipe-Gonsalve-Jean-Alexandre-Olympe, vizconde de Aguado (9 de agosto de 1830-19 de mayo de 1893).
Murió el 23 de abril de 1905 en París.